# Virus Mayaro
El virus mayaro es un virus perteneciente a la familia Togaviridae, género Alphavirus. Produce enfermedad aguda en humanos que cursa con fiebre y síntomas muy similares al dengue, se transmite mediante picadura de mosquitos. Se resuelve sola, pero causa dolores articulares que pueden prolongarse durante meses.

## Área de distribución
Regiones tropicales de América del Sur y América Central.

## Ciclo de vida
El ciclo de vida se parece mucho al de la fiebre amarilla. Se ha demostrado la transmisión a humanos a través de diferentes especies de mosquito del género Haemagogus, también pueden actuar como vector Aedes aegypti, Aedes scapularis y Aedes albopictus. Se cree que el reservorio se encuentra en primates y aves de vida salvaje.

## Enfermedad en humanos
El mal de Mayaro cursa con fiebre alta y dolores articulares intensos. Suele curar de manera espontánea y se han registrado muy pocos casos de complicaciones graves. En el año 2001 se detectó un caso en México que tuvo consecuencias mortales.

## Brotes de la enfermedad
Uno de los brotes epidemicos más recientes, tuvo lugar entre febrero y marzo de 2010, en la parroquia La Estación de la localidad de Ospino, Venezuela, con 72 personas afectadas. En enero de 2010, un turista francés desarrolló síntomas de infección con fiebre alta, 15 días después de volver a su país tras un viaje a Brasil, siendo diagnosticado tras estudio microbiológico, de infección por el virus Mayaro, convirtiéndose de esta forma en el primer caso de un paciente que ha presentado la enfermedad tras volver a Europa desde una región endémica. En septiembre de 2016 se detectó el primer caso del virus en Haití.

## Diagnóstico diferencial
Se puede dar un diagnóstico diferencial entre el virus Mayaro, el virus del chikunguña, dengue y la fiebre de Zika.

## Tratamiento
No existe un tratamiento específico para la fiebre por el virus Mayaro. En general sería suficiente con un tratamiento sintomático de soporte, asegurando una ingesta de líquidos suficientes. Las personas afectadas suelen necesitar reposo en los primeros días por la debilidad y el malestar general, aunque hay veces que si los dolores articulares persisten durante mucho tiempo puede resultar difícil volver a la actividad habitual de forma rápida. Raramente es necesario el ingreso hospitalario.

## Prevención
Se puede tomar paracetamol para la fiebre y los dolores. Inicialmente se suele recomendar evitar los antiinflamatorios, por la imposibilidad de distinguir esta enfermedad del dengue, que puede presentar manifestaciones hemorrágicas, al igual, por otro lado, que la propia fiebre mayaro (aunque de forma mucho más infrecuente).
En teoría, utilizar medios de protección contra las picaduras de mosquito, como pantalones largos y camisetas de manga larga, podría proteger de la infección por el virus Mayaro. Además, se podrían aplicar en la piel repelentes de mosquitos. En la práctica esto resulta difícil para la mayoría de las personas en riesgo, los trabajadores de las zonas selváticas y boscosas con presencia del virus Mayaro. El principal vector del Mayaro pica de día, por lo que usar mosquiteras en la cama es poco útil, aunque sí ayudará a evitar la infección por otros virus transmitidos por otros mosquitos.

## Causas
Los factores que pueden influir en un posible aumento de casos son la alteración de los ecosistemas y la deforestación, además de los desplazamientos de los seres humanos y los animales a zonas donde viven los mosquitos vectores y los animales que constituyen el reservorio no humano.